# Hampetorp
Hampetorp is een plaats in de gemeente Örebro in het landschap Närke en de provincie Örebro län in Zweden. De plaats heeft 550 inwoners (2005) en een oppervlakte van 75 hectare. Hampetorp ligt op een afstand van circa 20 kilometer ten oosten van Odensbacken. Het plaats ligt aan de zuidoever van het  Hjälmarmeer er is een veerdienst naar het in dit meer gelegen eiland Vinön.

## Verkeer en vervoer
Bij de plaats loopt de Riksväg 52.